# Aspidorhynchus
Aspidorhynchus ("sköld nos") är ett utdött släkte av strålfeniga fiskar som levde mellan jura- och kritaperioderna. Fossil har hittats i Europa och Antarktis.

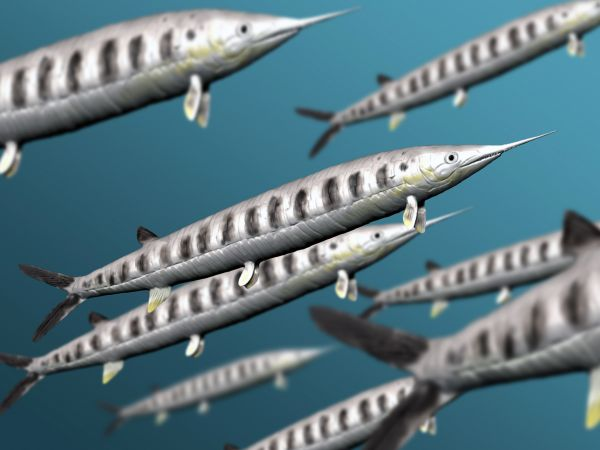
Illustration

## Beskrivning
Aspidorhynchus var en smal och snabb fisk som kunde bli 60 cm lång. Den långsträckta käken var försedd med vassa tänder. Överkäken var längre är underkäken och slutade som en vass spets framför huvudet. Den hade en hård fjällbeklädnad och hade en symmetrisk stjärtfena. Trots att den är relativt lik dagens Bengäddor så är faktiskt den närmaste släktingen bågfena.

## Ekologi

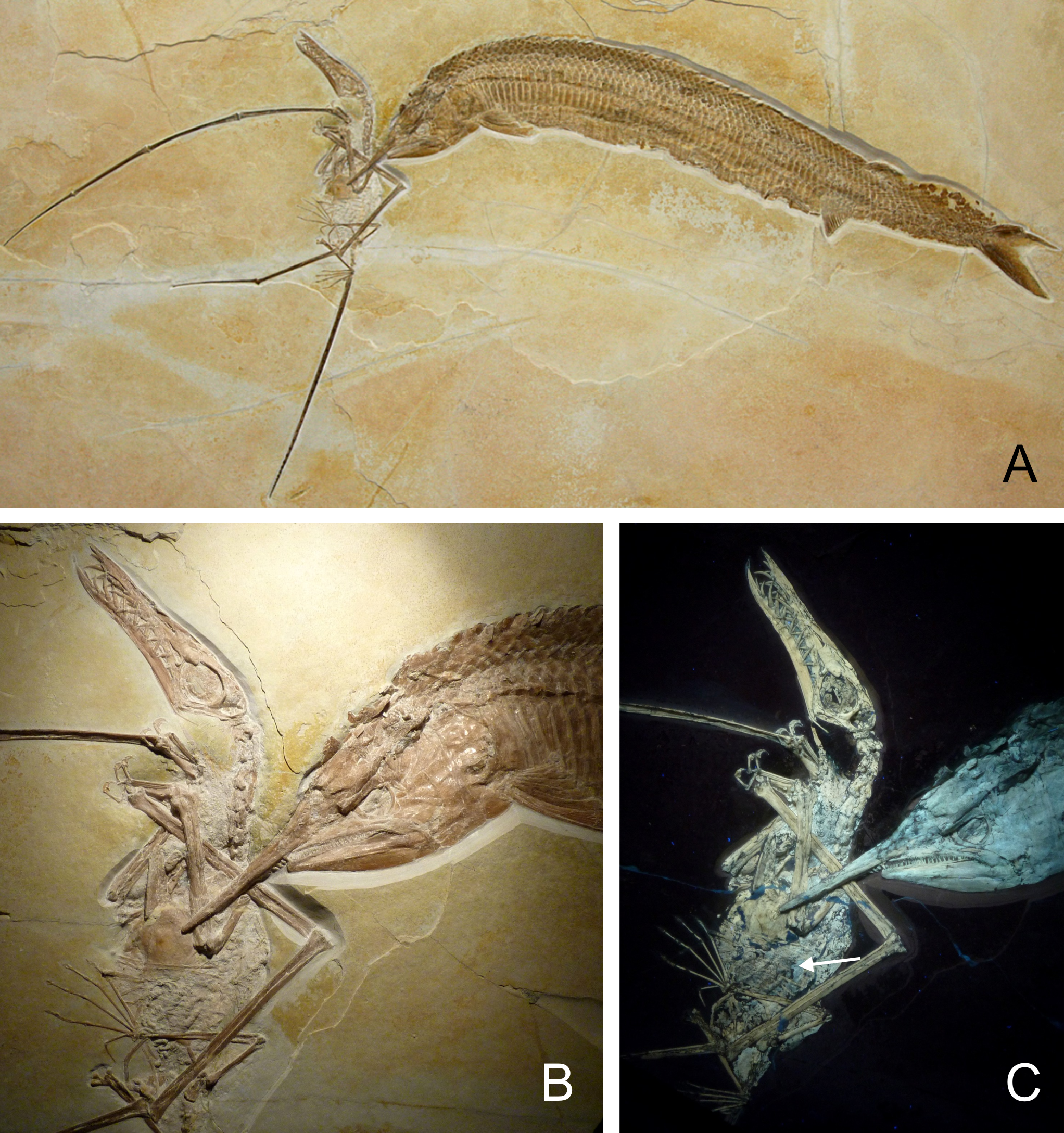
Fossil exemplar WDC CSG 255, Rhamphorhynchus som har en Leptolepides i strupen och en Aspidorhynchus som bitit sig fast i vänstervingen

Ett flertal fossiler av Aspidorhynchus har hittats i kalksten, därmed har det påträffats unika exemplar. I många fynd så befinner sig den förhistoriska flygödlan Rhamphorhynchus i sällskap med Aspidorhynchus. I ett av dessa exemplar har en Aspidorhynchus bitit sig fast i vingen hos en Rhamphorhynchus. Denna Rhamphorhynchus hade även lämningar av vad man tror, fisken  Leptolepides i halsen. Detta exemplar som har katalogiserats som WDC CSG 255, finns det olika teorier om hur de tre individerna interagerade med varandra. I en beskrivning år 2012 om WDC CSG 255, tror forskarna att det gick till på följande vis, Rhamphorhynchus hade nyligen fångat en Leptolepides och flög därefter in mot land nära vattenytan. Under tiden när Leptolepides var på väg nerför strupen till magsäcken, så attackerade en stor Aspidorhynchus underifrån vattnet och biter sig fast i vänstervingen på Rhamphorhynchus. Tänderna hakar sig fast i de sega fibrerna i vingen och fisken kan inte sprattla sig lös. Rhamphorhynchus vinge böjs till en förvrängd position (vingen är förvrängd i fossilet). Flygödlan hade sedan landat i vattnet och sjunkit ner på grund av Aspidorhynchus tyngd. Båda hade sedan dött av syrebrist. Fisken sjönk ner till bottnen där det är anoxiskt vatten (syrefattigt).'